# Karel Diviš
Karel Diviš (ur. 24 marca 1976 w Czeskiej Lipie) – czeski przedsiębiorca z branży technologii informacyjnej, były prezenter telewizyjny i dziennikarz sportowy. Kandydat w wyborach prezydenckich w 2023.

## Życiorys

### Wykształcenie i działalność zawodowa
W 1994 zdał maturę w liceum w Libercu, po czym rozpoczął studia na kierunku matematyka i zarządzanie na Uniwersytecie Karola w Pradze (później studiował również ekonomię).
Od 1995 do 2016 pracował jako dziennikarz i prezenter w redakcji sportowej czeskiej telewizji publicznej (Česká televize). Jako korespondent relacjonował między innymi Zimowe Igrzyska Olimpijskie w 2010 w Vancouver, Mistrzostwa Świata w Piłce Nożnej w 2010 w RPA i Letnie Igrzyska Olimpijskie w 2016 w Rio de Janeiro.
Krótko pracował też jako analityk w banku Česká spořitelna, a w 2000 założył firmę informatyczną dostarczającą oprogramowanie i rozwiązania w dziedzinie przechowywania danych dla przedsiębiorstw. W 2001 jego przedsiębiorstwo uruchomiło pierwszy w Europie Środkowo-Wschodniej portal pośredniczący w sprzedaży biletów lotniczych.

### Wybory prezydenckie 2023
W styczniu 2022 Karel Diviš wyraził zamiar kandydowania w wyborach na prezydenta w 2023. Kandydaturę poparł m.in. Jiří Honajzer, w latach 1996–1998 wiceprzewodniczący Izby Poselskiej.
3 listopada ogłosił za pośrednictwem Twittera, że zebrał 60 tysięcy podpisów dla zarejestrowania kandydatury. 25 listopada Ministerstwo Spraw Wewnętrznych Czech zweryfikowało pozytywnie 49 884 podpisy (o 116 mniej niż wymagane 50 tysięcy) i odmówiło przyjęcia kandydatury. 13 grudnia Najwyższy Sąd Administracyjny uchylił decyzję ministerstwa o odrzuceniu co najmniej 34 podpisów, w następstwie czego liczbę pozytywnie zweryfikowanych podpisów określono na co najmniej 50 007, co pozwoliło zatwierdzić kandydaturę Karela Diviša w wyborach.
Przystąpił do wyborów jako kandydat niezależny i niezwiązany z żadną partią polityczną. Poparł obecność Republiki Czeskiej w NATO i Unii Europejskiej, po inwazji Rosji na Ukrainę postulował wzmocnienie potencjału obronnego Czech i krytykował system podziału dotacji unijnych dla dużych przedsiębiorstw i koncernów. Określał się jako zwolennik zniesienia ograniczeń w zakresie dostępu do broni.
W I turze wyborów prezydenckich (z 13 i 14 stycznia 2023) zdobył 75 475 głosów (1,35%) i zajął 7. miejsce. Przed II turą udzielił poparcia późniejszemu zwycięzcy – Petrowi Pavlowi.

## Życie prywatne
Karel Diviš ma dwóch synów (ur. 2016 i 2021).